# Platycomopsis gibbonensis
Platycomopsis gibbonensis is een rondwormensoort uit de familie van de Leptosomatidae.